# Las Vegas Desert Classic

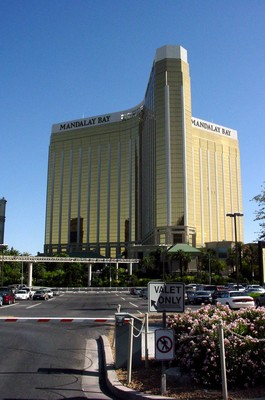
Mandalay Bay Resort and Casino, miejsce rozgrywania turnieju.

Las Vegas Desert Classic - turniej dartowy organizowany przez Professional Darts Corporation, organizowany corocznie od 2002. Pierwotnie rozgrywany był w MGM Grand Las Vegas, obecnie organizowany jest w Mandalay Bay Resort and Casino.
Średnio pula nagród wynosi ok. £126,400. W związku z różnicami w czasie w Wielkiej Brytanii i USA mecze rozgrywane są rankiem czasu lokalnego - rozgrywki są transmitowane w UK w godzinach popołudniowych za pośrednictwem stacji Sky Sports.
Pierwotnie turniej był transmitowany na żywo za pośrednictwem telewizji Fox Soccer Channel, obecnie jednak nadawane są powtórki. Serwis Partypoker.net jest sponsorem turnieju od 2006.
Sposób rozgrywania turnieju ewoluował na przestrzeni lat (pierwsza edycja była rozgrywana jedynie w legach, bez setów). Od 2004 turniej rozgrywany był w setach, by w 2007 powrócić do legów (wówczas tytuł zdobył Raymond van Barneveld).
Phil Taylor, który odpadł w 1. rundzie w 2007 zdobył tytuł w 2008, wygrywając z Jamesem Wade'em 13-7 (mając średnią 105.53). Taylor jest czterokrotnym triumfatorem turnieju.

## Finały
| Rok  | Zwycięzca (średnia w finale)   | Wynik        | 2. miejsce (średnia w finale) |
| ---- | ------------------------------ | ------------ | ----------------------------- |
| 2002 | Phil Taylor                    | 3-0 (sets)   | Ronnie Baxter                 |
| 2003 | Peter Manley                   | 16-12 (legi) | John Part                     |
| 2004 | Phil Taylor                    | 6-4 (sety)   | Wayne Mardle                  |
| 2005 | Phil Taylor                    | 6-1 (sety)   | Wayne Mardle                  |
| 2006 | John Part (92,80)              | 6-3 (sety)   | Raymond van Barneveld (92,86) |
| 2007 | Raymond van Barneveld (101,56) | 13-6 (legi)  | Terry Jenkins (92,38)         |
| 2008 | Phil Taylor (105,53)           | 13-7 (legi)  | James Wade (92,26)            |
| 2009 | Phil Taylor (102,21)           | 13-11 (legi) | Raymond van Barneveld (98,52) |